# Dream Daddy: A Dad Dating Simulator
『Dream Daddy: A Dad Dating Simulator』は、Vernon ShawとLeighton Grayがシナリオを執筆し、Game Grumpsが開発・販売したビジュアルノベルゲームである。
本作は2017年7月20日にWindows/macOS用ゲームとして発売されたのち、同年9月22日にLinux用ソフトとして発売された。ディレクターズ・カット版が2018年10月30日にPlayStation 4向けに発売され、同時にPC版がアップデートされた。2019年7月2日にNintendo Switch向けに発売された。
インタラクティブ・ビジュアルノベルである本作は、シングルファーザーと7人の男性の中のうちの1人との恋愛を描いており、個別ルートが存在する。
本作にはノベルゲームパート以外にミニゲームがあるほか、ルートの分岐も存在する。また、プレイヤーキャラクターの容姿はカスタマイズすることが可能である。
2020年9月のSteamのアップデートにて、日本語に対応した。

## ゲームプレイ
本作はプレイヤーがデートをする7人のシングルファーザーを選べるインタラクティブビジュアルノベルである。達成するべきミニゲーム、複数のエンディング、『Game Grumps』のチャンネルのメンバーによる声の出演が盛り込まれている。プレイヤーはプレイヤーキャラクターの外見をカスタマイズすることができる。

## ストーリー
娘のアマンダとともにメイプル・ベイという町の袋小路に引っ越したシングルファーザーの主人公は、近所の住民たちが自分と同じように独り身であることを知り、彼らとロマンスをはぐくむこととなる。

## 登場人物
主人公
妻もしくは夫と死別し、娘を育てるシングルファザー。
アマンダ
主人公の娘。

### 攻略対象キャラクター
マット・セラ（Mat Sella）
コーヒーショップの店長をしている父親。
クレイグ・カーン（Craig Cahn）
ウエストベルトで赤ちゃんを抱っこしながらジョギングに励む父親。主人公の大学時代の同級生。
ブライアン・ハーディング（Brian Harding）
ワイルドな髭が特徴的な父親。
ヒューゴ・ヴェガ（Hugo Vega）
英語教師をしている父親。
ダミアン・ブラッドマーチ（Damien Bloodmarch）
長髪のゴシック系の父親。
ロバート・スモール（Robert Small）
革ジャンを着た父親。
ジョセフ・クリスチャンセン（Joseph Christiansen）
ブロンドヘアーで、プロデューサー巻きのカーディガンとピンクのポロシャツを着た父親。シングルではなく妻がいる。

## 開発
本作の開発元である『Game Grumps』は、元々はゲーム実況を配信するYouTuberとして活動していたグループであり、登場人物の声も担当している。また、Game Grumpsは本作の開発にあたり、露骨なビジュアルを避けたり、権利関係による配信停止を回避するためのオプションを設けている。
本作の共同制作者で共同執筆者のVernon ShawはMaker Studiosでタレントマネージャーとして働いているときに『Game Grumps』に会った。Maker Studiosは2013年6月から2016年1月まで『Game Grumps』のチャンネルネットワークであった。本作の着想はShawと共同制作者のLeighton Grayがディズニーランドを訪れている父親について言った冗談から得た。また、父親の恋愛シミュレーションを作るというひらめきは鳩の恋愛シミュレーションビジュアルノベル『はーとふる彼氏』から得た。本作の開発はShawがArin Hansonに提案した後に始まった。Hansonはその提案をすぐに承認した。ディレクターのTyler HutchinsonとナラティブデザイナーのJory Griffisは2016年の秋に雇われた。最初の計画は2017年の父の日の発売に間に合うように開発を9ヶ月で終わらせる予定であったが、これは極めて困難であることが判明した。本作は『Game Grumps』の別のチャンネルである『GrumpOut』でアップロードされた45秒のティザートレーラーとともに2017年6月18日に発表された。
当初は2017年7月13日に発売予定だったが、同年7月14日にバグ修正のため発売日を延期するという発表が出された。その後、発売予定日が7月19日になるという発表が出され、最終的に本作は7月20日にWindows/macOS用ゲームとして発売された。ディレクターズ・カット版は追加のサイドクエストとミニゲームを特徴とし、2018年10月30日に、PlayStation 4向けに発売され、PC版の無料アップデートとして公表された。
当初、HutchinsonとGriffisはゲームが直線的すぎると考え、システム駆動型恋愛シミュレーションの着想のためShawとGrayに1994年のゲームである『ときめきメモリアル』を見るよう言った。システムを基にしたゲームプレイを導入した後、プレイヤーは父親の好感度のためにプレイするだけでなく、父親の好感度に十分なほど「格好いい」か「博学」になるまでプレイする。開発が進むにつれて、物語の進め方はよりキャラクター駆動型で論理に基づくものになった。最終的に開発が終わるころには、ゲームの単語数はおよそ13万3000字になった。
開発中にVernon Shawが用いた哲学は「皮肉に包まれた誠実さ」であり、プレイヤーは同性愛者の父親に興味をそそられるためゲームを遊ぶが、父親であることと人間関係についての人生の教訓を持って立ち去ることになるということを意味する。キャラクターアークが完全に確立されると、開発の終わり頃には父親と性行為をするゲームから人間関係についてのゲームに切り替わったことをGriffisは思い出す。キャラクターが自分の性的指向について言及しないのは、ほとんどのメディアがクィアの人たちについて論じることは社会問題に関するものであり、人間関係そのものについてではないと『Game Grumps』が感じたためである。その代わり、ゲームでは社会不安や有害な男らしさのような問題を取り上げている。

## 反響
本作の日本語版が東京ゲームショウ2019にてプレイアブル出展された際に行われた登場人物の人気投票では、ふくよかな体型のブライアンが1位を獲得した。

## 評価
Metacriticにおける本作の評価は「賛否両論および平均的」（"mixed or average"）だった。
ゲームのシナリオは『Wired UK』や『PC Gamer』のような出版社から賞賛された。コメディから真面目な部分に移行することをうまくやり遂げたと批評家は述べた。『Polygon』のSimone de Rochefortは「『Dream Daddy』が真面目な物語をうまく対処したことは優れていて、おそらく驚くべきことである。特に見てきたものがこのゲームの広告のみであれば。その一方で、ゲームが同様にすごくおもしろいことには誰も驚かないだろう」と述べた。
ゲームにおけるLGBTの人たちの表現は概ね肯定的な反応を持って迎えられた。『Wired UK』のMatt Kamenは本作が同性愛者に対する固定観念を使っていないことを賞賛した。『ゲーム・インフォーマー』のElise Favisはゲーム内でキャラクターのアイデンティティを言及しないことについて「恋愛可能なキャラクターが性的アイデンティティを決して口にしない。このことは時折奇妙に感じるが、これは妥当である。『Dream Daddy』は現実を正確に描写するのではなくて、空想をかなえることに関するものであるため、この世界はそのような社会問題は取り除かれていると感じた」と述べた。社会においてクィアの人たちが恋愛の相手を見つけることが難しいことについて本作は解説を入れるべきであったと『PC Gamer』のHannah Dwanは述べた。プレイヤーがどのジェンダーアイデンティティと性的指向であるか決めるシステムは『Wired UK』に賞賛された
。

### 受賞歴
本作は、PC Gamerの2017年度のゲーム・オブ・ザ・イヤーのビジュアルノベル部門にノミネートされたほか、IGNの2017年度のゲーム・オブ・ザ・イヤーのアドベンチャーゲーム部門にノミネートされた 。
本作は、Giant Bombの2017年度のゲーム・オブ・ザ・イヤーの新キャラクター部門、声優部門、そしてゲーム・オブ・ザ・イヤー部門に次点入りした 。
また本作は、Game Informerの2017年度のアドベンチャーゲーム・オブ・ザ・イヤーの"Biggest Surprise"部門を受賞した。
| 年   | 賞                                                    | 部門                             | 結果       | 出典          |
| ---- | ----------------------------------------------------- | -------------------------------- | ---------- | ------------- |
| 2017 | ゴールデンジョイスティックアワード                    | ベストインディーズゲーム         | ノミネート | [ 31 ]        |
| 2017 | ゴールデンジョイスティックアワード                    | PC Game of the Year              | ノミネート | [ 31 ]        |
| 2017 | ゴールデンジョイスティックアワード                    | Breakthrough Award (Game Grumps) | ノミネート | [ 31 ]        |
| 2018 | National Academy of Video Game Trade Reviewers Awards | Game, Special Class              | ノミネート | [ 32 ] [ 33 ] |
| 2018 | SXSWゲーム賞                                          | Trending Game of the Year        | ノミネート | [ 34 ] [ 35 ] |